# A Csodálatos Pókember (3. sorozat)
A Csodálatos Pókember 3. sorozata egy havonta megjelenő „képregénysorozat” volt, amely az Semic Interprint kiadásában jelent meg Magyarországon 2011-ben.

## Története
2011-ben újraindult a Semic kiadó nagy múltra visszatekintő egyik legnépszerűbb sorozata, a Pókember. Ez volt eddig a 3. sorozat, amely A Csodálatos Pókember elnevezést viselte. 2010 decemberében a magyar kiadó úgy döntött, hogy befejezi az újvilági Peter Parker kalandjainak közlését, s visszatér a korábbi klasszikusnak mondható Amazing Spider-Man széria megjelentetéséhez. A hazai kiadvány egy olyan ponton kapcsolódott be az amerikai történetfolyamba, amely minden előismeret nélkül és valamennyi olvasó számára érthető. A közvetlenül e cselekmény előtt játszódó Pókember-kalandok is megjelentek hazánkban, a Panini Comics Magyarország A Hihetetlen Pókember című újságjának lapjain valamint a Kingpin kiadó Pókember-köteteiben. 
Ezen képregénysorozat első száma a Polgárháború című, szinte teljes Marvel-univerzumot megmozgató, nagyobb esemény előzményeinek a Pókemberhez kötődő részeivel indított. Technikai okokból kifolyólag a 3. széria csak februárban kezdett megjelenni, január helyett. 2011-ben mindössze 2 szám jelent meg a sorozatból, az egyik az előbb említett februári volt, a másik a márciusi. Mint kiderült, a Semic kiadó ellen végelszámolást kezdeményeztek, melynek később felszámolását 2011 májusában, a Fővárosi Bíróság, főeljárásként elrendelte. A kiadó egyes képregényeinek megjelentetését a Drize Kiadói Kft vette át, ám a Pókember képújság a megszűnés sorsára jutott, s a második számban közölt „Háború otthon" című történet befejezetlen maradt.
A 2011 októberében megrendezésre került XXII. budapesti képregénybörzén a Kingpin kiadó (amely semmilyen formában nem tekinthető a Semic kiadó jogutódjának) olyan bejelentést tett, hogy megegyezésre jutott a Pókember képregény európai közlésének jogaival rendelkező olasz Panini kiadóval, s 2012. februárjától folytatja a Pókember képújság magyarországi megjelentetését. A cselekmény közvetlenül ott folytatódik, ahol az A Csodálatos Pókember 3. sorozatának 2. számában félbeszakadt. A Kingpin új Pókember-kiadványa újságárusoknál kapható, s 48 oldalas terjedelemben kéthavonta jelenik meg. Az új széria A Hihetetlen Pókember (2. sorozat) címmel jelenik meg.

## Számok
A megjelent számok 48 oldalasak voltak, s két amerikai számot tartalmaztak.

### Csodálatos Pókember #1
- Megjelent: 2011. február
- Borító eredetije: Amazing Spider-man Vol. 1 #529 (2006. április)
- Borítót rajzolta: Bryan Hitch
- Eredeti ár: 850 Ft
- Dokumentáció: „Pókember: Ami eddig történt – Dióhéjban” 2 oldalas leírás e szám közepén.
- Megjegyzés: A képregény elülső belső borítóján a szerkesztő köszöntője olvasható, valamint egy rövidebb bevezető a képújságban közölt történethez. A lap közepén az Amazing Spider-man Vol. 1 #529 és #530 számainak eredeti, amerikai borítói láthatók 1-1 oldalnyi terjedelemben.

| eredeti kiadvány               | eredeti megjelenés dátuma | írta                   | rajzolta      | fordította    | történet eredeti címe                   | történet magyar címe          |
| ------------------------------ | ------------------------- | ---------------------- | ------------- | ------------- | --------------------------------------- | ----------------------------- |
| Amazing Spider-man Vol. 1 #529 | 2006. április             | J. Michael Straczynski | Ron Garney    | Benes Attila  | Mr. Parker Goes To Washington, Part One | Washingtoni látogatás 1. rész |
| Amazing Spider-man Vol. 1 #530 | 2006. május               | J. Michael Straczynski | Tyler Kirkham | Bárány Ferenc | Mr. Parker Goes To Washington, Part Two | Washingtoni látogatás 2. rész |

### Csodálatos Pókember #2
- Megjelent: 2011. március
- Borító eredetije: Amazing Spider-man Vol. 1 #531 (2006. június)
- Borítót rajzolta: Ron Garney
- Eredeti ár: 850 Ft
- Dokumentáció: A lap végén 1 oldalas „Kérdések és válaszok a Polgárháborúról” leírás található.
- Megjegyzés: Az elülső belső borítón rövid összefoglaló olvasható „Nemrég történt” címmel. A lap közepén az Amazing Spider-man Vol. 1 #531 és #532 számainak eredeti, amerikai borítói láthatók összesen 1 oldalnyi terjedelemben. A sorozat utolsó száma.

| eredeti kiadvány               | eredeti megjelenés dátuma | írta                   | rajzolta      | fordította    | történet eredeti címe                     | történet magyar címe          |
| ------------------------------ | ------------------------- | ---------------------- | ------------- | ------------- | ----------------------------------------- | ----------------------------- |
| Amazing Spider-man Vol. 1 #531 | 2006. június              | J. Michael Straczynski | Tyler Kirkham | Bárány Ferenc | Mr. Parker Goes To Washington, Part Three | Washingtoni látogatás 3. rész |
| Amazing Spider-man Vol. 1 #532 | 2006. július              | J. Michael Straczynski | Ron Garney    | Bárány Ferenc | Civil War Part 1 of 7: The War At Home    | Háború otthon 1. rész         |

## Lásd még
- Magyarul megjelent Pókember-képregények listája
- A Csodálatos Pókember
- A Csodálatos Pókember (2. sorozat)

## Külső hivatkozások
ADOC-SEMIC kiadói kft.
A sorozat adatlapja a db.kepregeny.net-en.